# Interfax
Interfax (em russo:  Интерфакс) é uma agência de notícias russa independente. A agência pertence à sociedade anónima Interfax News Agency e está sediada em Moscovo.

## História
Como primeiro canal não governamental de informação política e económica sobre a União Soviética, a Interfax foi formada em setembro de 1989, durante a perestroika e glasnost de Mikhail Gorbachev, por Mikhail Komissar e os seus colegas da estação de rádio internacional "Rádio Moscovo", uma parte do sistema soviético Gosteleradio. A Interfax utilizava originalmente aparelhos de fax para a transmissão de texto, daí o nome da empresa.
Em 1990, a Interfax tinha 100 assinantes e a agência começou rapidamente a atrair a atenção de "conservadores" dentro do governo, que tentaram fechar a agência. Isto fez com que a agência ganhasse destaque nos principais meios de comunicação ocidentais, posição reforçada pela sua cobertura do Putsch de Agosto de 1991 e pela dissolução da União Soviética.

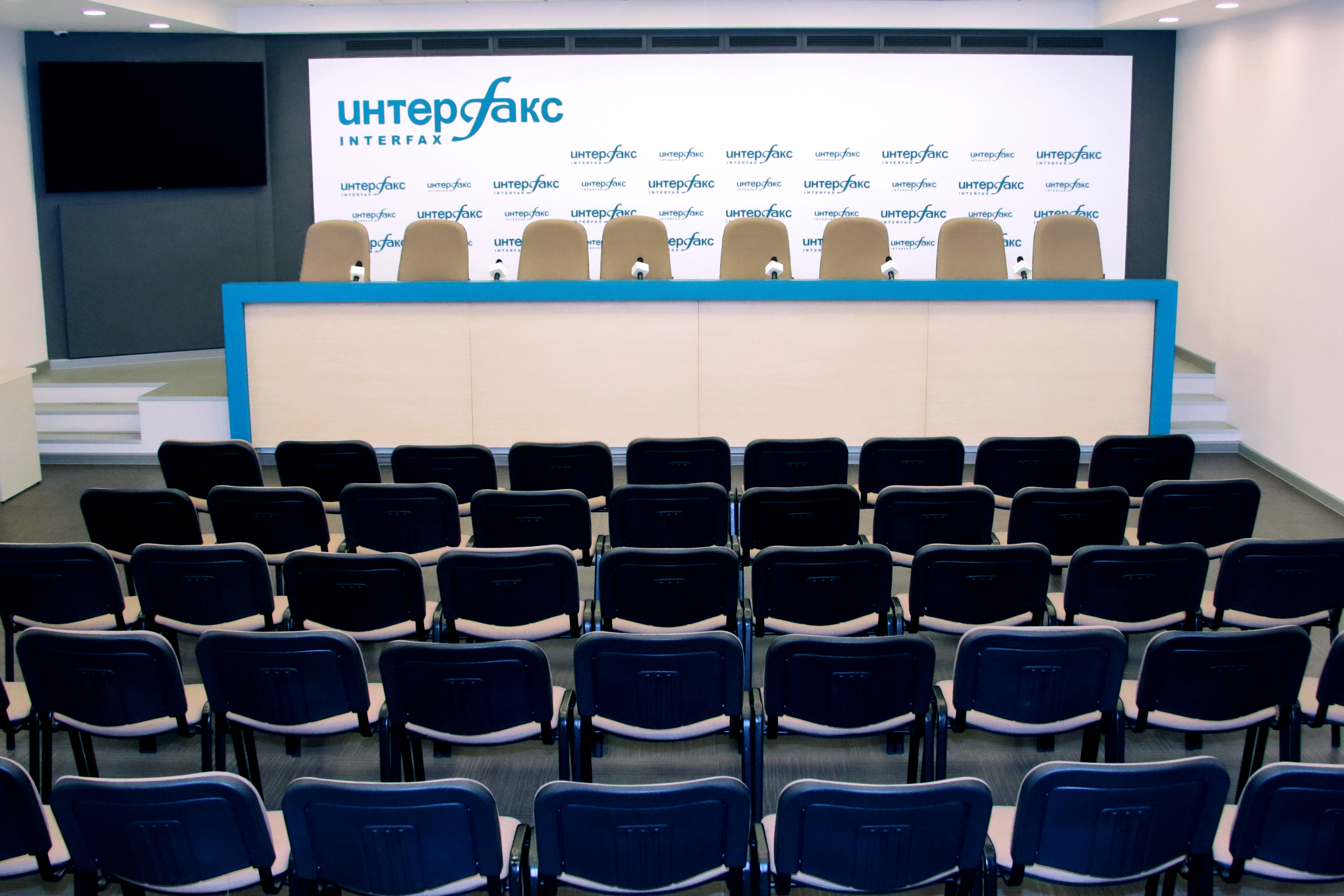
Interfax Press Center em Moscovo (2016)

A Interfax continuou a expandir-se nos anos 90, acrescentando agências subsidiárias para os mercados financeiros, metalúrgicos, petrolíferos e de gás, produtos de informação sobre agricultura, direito comercial, transportes, telecomunicações, e o terminal de dados de mercado "EFiR information system" para os bolsistas da bolsa de valores à sua cobertura noticiosa geral. A Interfax abriu também filiais nos Estados pós-soviéticos, primeiro na Ucrânia (1992), Bielorrússia (1993) e Cazaquistão (1996), e mais tarde no Azerbaijão (2002), elevando para cinquenta o número de escritórios locais em todas as regiões da Federação Russa.
Para promover os seus produtos de informação no estrangeiro, a Interfax abriu a sua primeira empresa fora da ex-URSS em 1991, quando a Interfax America foi aberta em Denver, CO. Seguiu-se a abertura da Interfax Europe Ltd., sediada em Londres (1992), da Interfax Germany GmbH, com sede em Frankfurt (1993), e da Interfax News Service Ltd. em Hong Kong (1998).
Em 2004, a Interfax criou o SPARK system, concebido para verificar agentes de negócios na Rússia, Ucrânia e Cazaquistão, a Interfax também lançou serviços de monitorização dos média através do seu SCAN system. Em 2011, a empresa acrescentou o projeto baseado em Londres, Interfax Global Energy, que reporta sobre os mercados de energia em todo o mundo.

## Parcerias
Em 1999, a Interfax lançou uma agência de rating em parceria com a Moody's Investors Service para fornecer serviços de rating no mercado russo. O sistema SPARK tornou-se a base para uma empresa conjunta com um fornecedor de informação de crédito empresarial e relatórios de crédito 'Dun & Bradstreet'.
Também em 1999, a Interfax e a Reuters assinaram um acordo de cooperação.
Desde 2001, a Interfax colabora com a Business Wire, líder mundial na distribuição de divulgações regulamentares e comunicados de imprensa das empresas. A Interfax oferece agora também relatórios de crédito ao consumidor através de uma empresa conjunta com a Experian e o Sberbank.

## Gestão
A direção do Interfax Group inclui Mikhail Komissar como Presidente do Conselho e CEO, Vladimir Gerasimov, Diretor Executivo e Diretor Geral do Serviço de Informação Financeira e Empresarial, Georgy Gulia, Diretor Executivo do Serviço de Informação Geral.

## Conteúdo
Interfax fornece notícias gerais e políticas, informação de crédito empresarial, análise da indústria, dados de mercado e soluções empresariais para risco, conformidade e gestão de crédito. A empresa emprega mais de 1.000 funcionários em mais de 70 agências em todo o mundo e publica mais de 3.000 histórias diariamente.

## Divulgação
A Interfax controla cerca de 50% do mercado russo de dados empresariais. As informações comerciais e financeiras baseadas em assinaturas contribuem para a maior parte das receitas geradas pela Interfax com soluções comerciais analíticas de Tecnologia da Informação que representam cerca de 75% das receitas.
O Interfax Group abrange mais de 30 empresas de produção e comercialização de notícias na Rússia, Ucrânia, Cazaquistão, Bielorrússia, Azerbaijão, Reino Unido, Estados Unidos da América, Alemanha e China.

## Prémios
Em 2015, a Interfax recebeu o Prémio Runet na categoria "Cultura, Meios de Comunicação Social e Comunicação de Massa".
Em 2016, a Interfax recebeu o Prémio Runet na categoria "Economia, Negócios e Investimento".

## Literatura
- Boyd-Barrett O. Interfax: Breaking Into Global News — Scotforth Books, 2014. — p. 184 -ISBN 978-1909817135
- Shrivastava K. News Agencies: From Pigeon to Internet — Sterling Publishers Private Limited, 2007. — p. 208 — ISBN 978-1-932705-67-6
- Герасимов В., Ромов Р., Новиков А., Бондаренко С., Бабиченко С. Технология новостей от Интерфакса / Под ред. Ю. Погорелого. — Moscovo: Аспект Пресс, 2011. — 160 с. — ISBN 978-5-7567-0608-6 (in Russian)